# أنطونيو غونسالفيس تيكسيرا إي سوزا
أنطونيو غونسالفيس تيكسيرا إي سوزا (بالإنجليزية: Antônio Gonçalves Teixeira e Sousa)‏ (28 مارس 1812، كابو فريو في البرازيل - 1 ديسمبر 1861، ريو دي جانيرو في البرازيل)؛ كاتب، شاعر وروائي برازيلي.